# Boligforening
En boligforening er en forening, der administrerer boliger. Mange ikke-privatejede boliger er administreret i boligforeninger. Der er dermed tale om et bredt begreb, men det drejer sig typisk om administration af 
- Almene boliger
- Ældreboliger
- Ungdomsboliger

## Organisation
Almene boliger udgør en stor del af boligerne i boligforeningerne. Disse boliger er organiseret i afdelinger, som er selvstændige økonomiske enheder. Hver afdeling vælger typisk på et årligt beboermøde en afdelingsbestyrelse.
Medlemmerne i afdelingsbestyrelserne vælger eller indgår i repræsentantskabet for boligforeningen, som er foreningens øverste myndighed. Repæsentatskabet tager beslutninger om f.eks. nybyggeri, godkender regnskaber for de enkelte afdelinger og vælger en bestyrelse for foreningerne. Foreningsbestyrelsen står for den overordnede ledelse af foreningen herunder drift, administration og udlejning.